# Cotylomolgus
Cotylomolgus is een geslacht van eenoogkreeftjes uit de familie van de Catiniidae. 
De wetenschappelijke naam van het geslacht is voor het eerst geldig gepubliceerd in 1967 door Humes & Ho.

## Soorten
- Cotylomolgus lepidonoti Humes & Ho, 1967